# Vítor Alves Benite
Vítor Alves Benite (San Paolo, 20 febbraio 1990) è un cestista brasiliano con cittadinanza italiana.

## Carriera
Con il Brasile ha disputato i Giochi olimpici di Rio de Janeiro 2016, i Campionati mondiali del 2019 e quattro edizioni dei Campionati americani (2011, 2013, 2015, 2022).

## Palmarès

### Squadra
- Coppa Intercontinentale: 2

Flamengo: 2014
San Pablo Burgos: 2021
- Basketball Champions League: 2

San Pablo Burgos: 2019-20, 2020-21
- Eurocup: 1

Gran Canaria: 2022-23

### Individuale
- Basketball Champions League Second Best Team

San Pablo Burgos: 2019-20
- Basketball Champions League Final Four MVP: 1

San Pablo Burgos: 2020-21
- MVP Coppa Intercontinentale: 1

San Pablo Burgos: 2021